# DG del Taure
DG del Taure (DG Tauri) és un estel que s'hi troba en una regió de formació estel·lar a la constel·lació del Taure, Taurus, a uns 450 anys llum del sistema solar. De magnitud aparent +12,79, és una estrella T Tauri amb un espectre peculiar.
DG Tauri és un estel de tipus espectral K5 - M0. Extremadament jove, té una edat compresa entre 1,3 i 2,2 milions d'anys -compare's amb els 4.500 milions d'anys d'antiguitat que té el Sol-. Amb una temperatura efectiva d'entre 4.205 i 4.775 K, és 3,6 vegades més lluminosa que el Sol. Té un radi 2,5 vegades més gran que el radi solar i completa una rotació cada 6,7 dies.
A uns 50 segons d'arc de DG del Taure, existeix un altre objecte, denominat DG Tauri B, que sembla una protoestrella encara allotjada dins del material circumdant. Detectada en ones de radio, imatges en l'infraroig proper mostren, probablement no a la protoestrella, sinó una gruixuda banda de pols vista de perfil.

## Dolls de rajos X

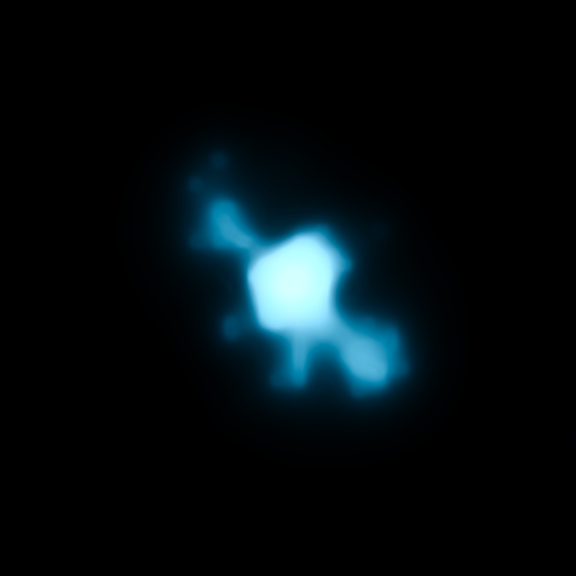
Imatge de DG Tauri obtinguda amb el Telescopi espacial Chandra.

Imatges obtingudes pel Telescopi espacial Chandra permeten observar dos dolls ("jets") de rajos X estenent-se unes 700 ua en tots dos sentits des de DG Tauri. Un dels jets és més energètic que l'altre, i l'explicació més probable és que part dels rajos X de baixa energia d'un dels jets són absorbits per un disc circumestel·lar que envolta a l'estel. El disc pròpiament resulta massa fred com per ser detectat en la imatge.
S'ha suggerit que els rajos X d'un estel jove típic poden afectar significativament les propietats del disc circumdant, escalfant-lo i creant partícules ionitzades. Hom pensa que en alguna etapa de l'evolució dels estels joves poden existir rajos X d'alta energia. Això podria haver succeït durant les primeres etapes de la formació del sistema solar, i que la jove Terra haja pogut estar exposada a jets de rajos X com els de DG Tauri. Encara que no es coneixen els efectes que aquests pogueren haver causat, és possible que, en conjunt, hagueren estat més positius que negatius. Ionitzant el disc circumestel·lar, els rajos X podrien haver generat una turbulència que haguera tingut un efecte substancial en l'òrbita de la jove Terra, impedint que es precipitara cap al Sol. A més, la irradiació de rajos X pot ser haver estat important en la creació de molècules complexes en el disc circumestel·lar, molècules que finalment acabaran formant part dels planetes.